# AFG Grégoire
Der AFG Grégoire ist ein in 4 Exemplaren gebauter französischer Prototyp eines Personenkraftwagens.

## Geschichte
Der französische Frontantriebspionier Jean-Albert Grégoire entwarf ab Januar 1941 im Auftrag der Société Aluminium Française einen Kleinwagen. Die Aufgabenstellung sah ein Fahrzeug vor, das Platz für vier Personen bieten, maximal 400 kg wiegen, maximal vier Liter auf 100 km verbrauchen, und eine  Höchstgeschwindigkeit von 90 km/h erreichen sollte. 
Insgesamt entstanden vier Fahrzeuge, Pläne, diesen Prototyp an Fiat oder Simca zu verkaufen, scheiterten. Panhard übernahm das Projekt und entwickelte daraus den Panhard Dyna X. Der britische Kendall und der australische Hartnett basierten ebenfalls auf diesem Prototyp.
Ein erhaltenes Fahrzeug ist in der Cité de l’Automobile in Mülhausen zu besichtigen.

## Fahrgestell
Der Motor ist vorne im Fahrgestell montiert und treibt die Vorderräder an.

## Motor und Getriebe
Für den Antrieb sorgt ein luftgekühlter Zweizylinder-Boxermotor mit 594 cm³ Hubraum (72 mm Bohrung, 73 mm Hub), der 15 PS leistet. Das Getriebe hat vier Gänge, von denen die oberen drei synchronisiert sind.

## Karosserie
Die Fahrzeuge sind als zweitürige Cabriolimousinen mit Platz für vier Personen karosseriert. Die Karosserien bestehen aus Aluminium.

## Maße und Gewichte
Bei einem Radstand von 2000 mm und einer Spurbreite von 1220 mm beträgt die Fahrzeuglänge 3475 mm, die Fahrzeugbreite 1300 mm und die Fahrzeughöhe 1340 mm. Das Gewicht der Fahrzeuge wurde anfangs mit 398 kg, im Jahre 1945 mit 476 kg angegeben. 